# General-von-Stein-Kaserne

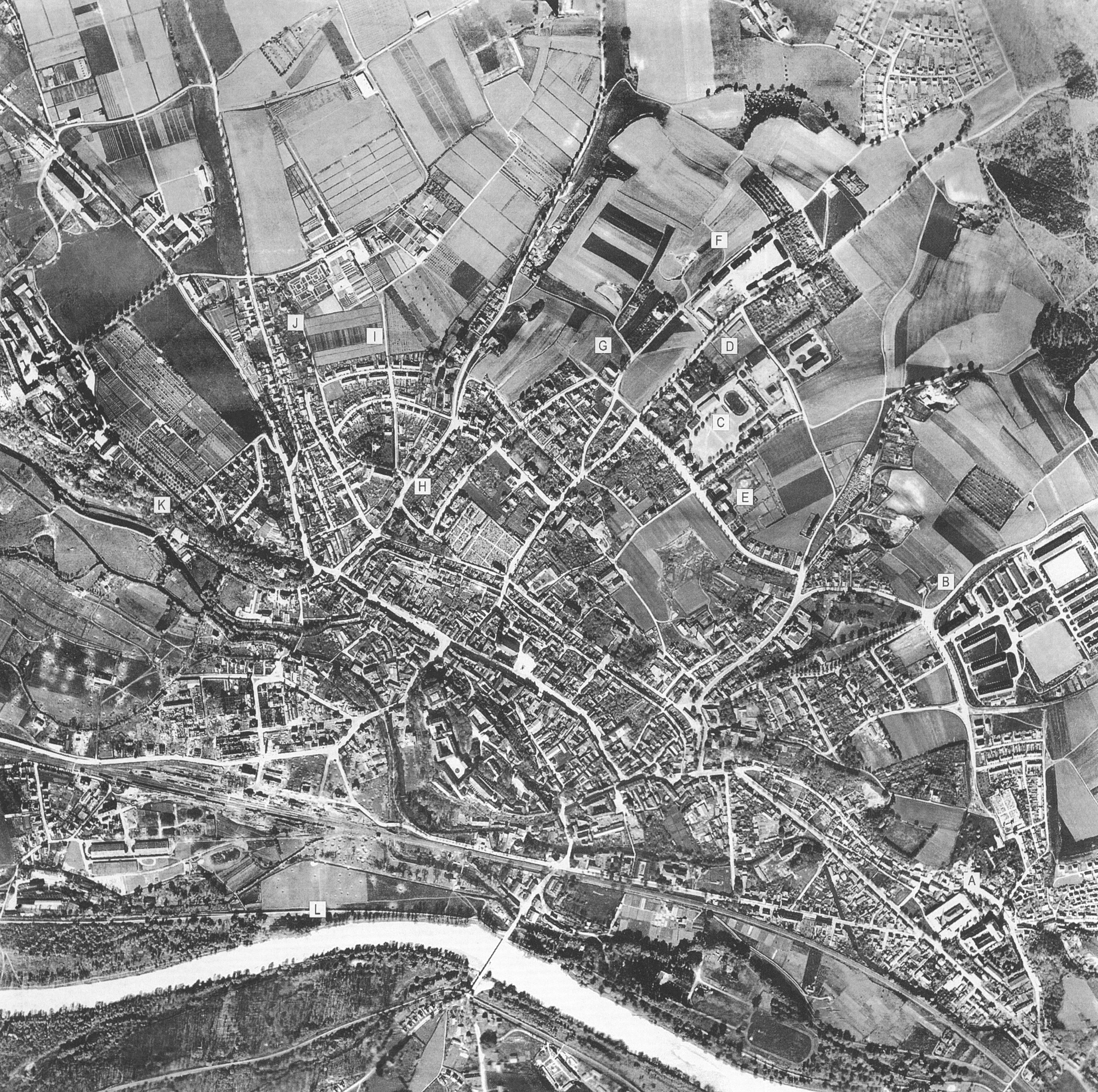
Luftaufnahme von Freising nach dem Luftangriff vom 18. April 1945. Am rechten Bildrand ist mittig die General-von-Stein-Kaserne zu sehen

Die General-von-Stein-Kaserne war bis 2004 eine Kaserne in Freising.
Die Kaserne wurde 1936/37 im Zuge der Aufrüstung der Wehrmacht an der Straße Richtung Mainburg erbaut. Zuerst war hier das Artillerieregiment 7 untergebracht. Dies führte auch zur anfangs verwendeten Bezeichnung Artilleriekaserne. Benannt wurde die Kaserne nach Hermann Freiherr von Stein, einem bayerischen General der Artillerie im Ersten Weltkrieg. Ab 1939 war die Fahrersatzabteilung 7 hier beheimatet, zwischen 1942 und 1945 Ersatzabteilung des Artillerie-Regiments 7. Nach 1945 wurde die Kaserne von der US Air Force belegt; 1948 bis 1957 befand sich hier die 604th Aircraft Control and Warning Squadron.
Am 18. Juli 1957 wurde die Kaserne offiziell an die Luftwaffe der Bundeswehr übergeben. Bereits seit 1. März 1957 war hier jedoch die vorläufige Unterkunft der Bodendienststaffel der Fliegerhorstgruppe Erding (bis Ende 1959). Nur kurze Zeit in der Kaserne beheimatet waren auch das Lufttransportgeschwaders 61 (1958/59), die Bundeswehrfachschule (1958–62), die Standortverwaltung Freising (1957/58), der Stab II./FmRgt 31 (1958–66), die schwere Kfz- und Transportstaffel des Luftwaffenparkregiments I, sowie das II. Bataillon des Luftwaffenausbildungsregimentes 4 (1960).
Der am längsten hier stationierte Verband war das Flugabwehrraketenbataillon 32 (1989 Flugabwehrraketengeschwader 32). Aus Kempten kommend war es vom 1. Juni 1963 bis zur Auflösung am 31. Dezember 1992 in der General von Stein Kaserne. Nach Auflösung blieben drei Staffeln des Geschwaders unter Führung der Flugabwehrraketengruppen 33 bzw. 34 bis Ende 2002 in der Kaserne und wurden dann ebenfalls aufgelöst. Seit 1964 waren die Einheiten mit MIM-23 HAWK ausgerüstet. Zusätzlich hatte der Stab des Flugabwehrraketenregiments 1 zwischen 1967 und 1984 hier seinen Sitz. Der letzte Erweiterungsbau entstand 1988 mit dem neuen Wirtschaftsgebäude neben der Sporthalle. Nach Ende des Kalten Krieges war der letzte militärische Nutzer die Radarführungsabteilung 24, die 1993 von der Vimy-Kaserne hierher kam. 2004 wurde der Verband im Zuge der Umstrukturierung der Bundeswehr aufgelöst und die Kaserne als Militärstandort geschlossen. Das Radar in der Nähe von Haindlfing wird seitdem von einem abgesetzten Zug betrieben. 
Nach dem Abzug der Bundeswehr wurden zwei Unterkunftsgebäude zeitweise von der Bundespolizei belegt. Das Stabsgebäude wurde durch die Volkshochschule, die Staatliche Fachoberschule, die Berufsfachschule und das Bürgernetz Weihenstephan genutzt. Seit 2010 wird das Gelände zu einem Wohngebiet (Steinpark) umgebaut. Dazu wurden, bis auf das Stabsgebäude, alle Gebäude abgerissen. Es entstanden bisher neben Wohngebäuden eine Kindertagesstätte (Familienzentrum Steinpark) und entlang der Bundesstraße Gewerbebauten (SteinCenter). Eine Grund- und Mittelschule (SteinPark-Schulen)  nahm im Schuljahr 2022/23 den Schulbetrieb auf. 
Im Dezember 2020 wurde ein Covid-19-Impfzentrum für den Landkreis Freising im Stabsgebäude eingerichtet.